# Pasqua (cognome)
Pasqua è un cognome di lingua italiana.

## Varianti
Pasqui, Dalla Pasqua, Della Pasqua, Del Pasqua, Di Pasqua, De Pasqua, De Pasca, Pasca, Paschi, Pasco.

### Alterati e derivati
Pasquelli, Pasquetti, Pasquettaz, Pasquini, Pasquino, Pasquinucci, Pascucci, Pascuzzi, Pascon, Pasquon, Pascot, Pascut, Pascotti, Pascolini, Pascoli, Pascolo, Pascolato, Pascolat.

## Origine e diffusione
Il cognome Pasqua, che si incrocia con i cognomi generati dal nome Pasquale, deriva dal nome Pasqua, a sua volta generato dal tardo latino pascha, adattamento del greco Pàscha, connesso all'ebraico pesach-pésah-pesakh, aramaico pascha, con il significato di "relativo alla Pasqua".
Pasqua è panitaliano, il cognome Pasqui è toscano e romagnolo, il cognome Dalla Pasqua è veneto, del trevigiano, il cognome Del Pasqua è toscano, dell'aretino e del senese, il cognome Della Pasqua è romagnolo, il cognome Di Pasqua è molto raro, il cognome De Pasqua è altrettanto raro, il cognome Pasca è tipicamente pugliese, il cognome Paschi è rarissimo, il cognome Pasco ha ceppi qua e là in Veneto, Toscana e Piemonte.

## Persone
- Charles Pasqua politico francese di origine corsa
- Dante Pasqua, scacchista italiano
- Duccio Pasqua, giornalista e conduttore radiofonico italiano
- Giuseppina Pasqua, mezzosoprano italiano
- Simone Pasqua, cardinale italiano
- Ugolino Vivaldi Pasqua, aviatore italiano